# 鯖科
鯖科（學名：Scombridae）是輻鰭魚綱、鲭形目（或传统分类法鱸形目、鯖亞目）的其中一科。为快速游泳的中上层鱼类，广泛分布于各大洋的热带、亚热带和温带海域。日常食用的金枪魚、鰹魚、鯖魚等都屬於這個科的深海魚。
鯖科现存15属共51种。鲭科又分为2亚科，腹翼鲭亚科的鳞中大，鲭亚科则鳞微小。除腹翼鲭屬於腹翼鲭亞科以外，其餘品種都屬於鯖亞科。
鯖亞科又分四个族。不过，有关鲭科分类和系统进化关系仍存在争议。

## 分布
本科魚分布於全球各大洋之溫帶及熱帶海域。

## 深度
從表層至50公尺均可發現其蹤跡。

## 特徵
本科魚體呈紡錘型，亦有延長而側扁者。尾柄細瘦而強有力，兩側有隆起的稜。口裂大，吻尖但不為劍狀突出。眼有時具脂性眼瞼，圓鱗或不完全之櫛鱗，側線為波狀。背鰭2枚，第一背鰭為硬棘，第二背鰭及臀鰭後方有若干小型離鰭。尾鰭後緣凹入，在胸鰭所在區域內，鱗片可能變形為堅硬的胸甲。

## 分類
鯖科其下分16個屬，如下：

### 腹翼鲭亚科（Gasterochismatinae）

#### 腹翼鯖屬（Gasterochisma）
- 腹翼鯖（Gasterochisma melampus）

### 鲭亚科Scombrinae
鲭亚科有5族，其中鲭族有羽鳃鲐属和鲭属2属。双线鲅族只有双线鲅属1属2种。马鲛族有刺鲅属和马鲛属共19种。狐鲣族包括跃鲣属、裸狐鲣属、平鲣属和狐鲣4属共7种。金枪鱼族（也有将其列为金枪鱼科）有细鲣属、舵鲣属、鲔属、鲣属和金枪鱼属共5属。

#### 鲭族（Scombrini）

##### 金帶花鯖屬（Rastrelliger）
- 短體羽鳃鲐（Rastrelliger brachysoma）
- 富氏羽鳃鲐（Rastrelliger faughni）
- 金帶花鯖（Rastrelliger kanagurta）

##### 鯖屬（Scomber）
- 花腹鯖（Scomber australasicus）：又稱澳洲鯖。
- 科利鯖（Scomber colias）
- 白腹鯖（Scomber japonicus）：又稱日本鯖。
- 鯖（Scomber scombrus）：又稱大西洋鯖。

#### 双线鲅族（Grammatorcynini）

##### 双线鲅屬（Grammatorcynus）
- - 小眼双线鲅（Grammatorcynus bicarinatus）　
  - 大眼双线鲅（Grammatorcynus bilineatus）

#### 马鲛族（Scomberomorini）

##### 刺鲅属（Acanthocybium）
- 沙氏刺鲅（Acanthocybium solandri）

##### 马鲛屬（Scomberomorus）
- 巴西马鲛（Scomberomorus brasiliensis）
- 大耳马鲛（Scomberomorus cavalla）
- 康氏马鲛（Scomberomorus commerson）：又稱𩵚魠。
- 美洲马鲛（Scomberomorus concolor）
- 斑点马鲛（Scomberomorus guttatus）
- 朝鲜马鲛（Scomberomorus koreanus）
- 線紋马鲛（Scomberomorus lineolatus）
- 橢斑马鲛（Scomberomorus maculatus）
- 巴布亞马鲛（Scomberomorus multiradiatus）
- 澳洲马鲛（Scomberomorus munroi）
- 蓝点马鲛（Scomberomorus niphonius）：又稱日本馬加鰆。
- 南非马鲛（Scomberomorus plurilineatus）
- 昆士蘭马鲛（Scomberomorus queenslandicus）
- 條斑马鲛（Scomberomorus regalis）
- 半線马鲛（Scomberomorus semifasciatus）
- 東太平洋马鲛（Scomberomorus sierra）
- 中华马鲛（Scomberomorus sinensis）：又稱中華鰆。
- 西非马鲛（Scomberomorus tritor）

#### 狐鲣族（Sardini）

##### 平鰹屬（Orcynopsis）
- 平鰹（Orcynopsis unicolor）

##### 狐鲣屬（Sarda）
- 澳洲狐鲣（Sarda australis）
- 智利狐鲣（Sarda chiliensis chiliensis）
- 線狐鲣（Sarda chiliensis lineolata）
- 東方狐鲣（Sarda orientalis）

##### 躍鰹屬（Cybiosarda）
- 灰躍鰹（Cybiosarda elegans）

##### 裸狐鲣屬（Gymnosarda）
- 裸狐鲣（Gymnosarda unicolor）

#### 金枪鱼族（Thunnini）
分子系统树显示鲣属、鲔属和舵鲣属与金枪鱼属有很近的亲缘关系，因此被归入金枪鱼族。

##### 細鰹屬（Allothunnus）
- 細鰹（Allothunnus fallai）

##### 舵鲣屬（Auxis）
- 項紋花鰹（Auxis rochei eudorax）
- 圆舵鲣（Auxis rochei rochei）
- 短軸舵鲣（Auxis thazard brachydorax）
- 扁舵鲣（Auxis thazard thazard）

##### 巴鰹屬（Euthynnus）
- （Euthynnus affinis）：又稱鲔。
- 小鲔（Euthynnus alletteratus）
- 黑鲔（Euthynnus lineatus）

##### 屬（Katsuwonus）
- （Katsuwonus pelamis）：又稱正鲣。

##### 金枪鱼屬（Thunnus）
- 長鰭金枪鱼（Thunnus alalunga）
- 黃鰭金枪鱼（Thunnus albacares）
- 黑鰭金枪鱼（Thunnus atlanticus）
- 蓝鳍金枪鱼（Thunnus maccoyii）
- 大眼金枪鱼（Thunnus obesus）
- 太平洋蓝鳍金枪鱼（Thunnus orientalis）
- 北方蓝鳍金枪鱼（Thunnus thynnus）
- 青干金枪鱼（Thunnus tonggol）

## 生態
為沿、近海中表層水域的迴游性魚類，屬肉食性，以小魚及糠蝦等為食，是急躁的掠食者，游速快且敏捷活潑，喜成群和喜光線，容易驚慌。適溫為18至26℃。雖然魚類是涼血動物，但本科中有部份品種（主要是鮪屬）能夠透過為肌肉提供血液而抵禦寒冷水溫，所以被認為是魚類中的溫血動物。

## 經濟利用
為高經濟價值的食用魚，適合各種烹飪方式食用，部分種類已成為重要的養殖魚類。另本科魚因富含蛋白質，易致腐敗及肉質軟化，食用後容易發生組織胺中毒。